# Чемпіонат Німеччини з хокею 1966—1967
Чемпіонат Німеччини з хокею 1967 — 50-ий чемпіонат Німеччини з хокею, чемпіоном став Дюссельдорф ЕГ.
Відповідно до регламенту змагань, чемпіонат пройшов у два етапи, на першому клуби зіграли у двох групах,  де виявили по три найкращих команди, що продовжили боротьбу за медалі. У втішному раунді удвох групах: Захід та Південь, виявили клуби які залишались на наступний сезон у Бундеслізі.

## Попередній етап

### Захід
| М  | Команда          | І  | Пер | Н | Пор | Ш      | О  |
| -- | ---------------- | -- | --- | - | --- | ------ | -- |
| 1. | Дюссельдорф ЕГ   | 16 | 11  | 2 | 3   | 93:42  | 24 |
| 2. | «Маннхаймер ЕРК» | 16 | 9   | 3 | 4   | 85:46  | 21 |
| 3. | Крефельдер ЕВ    | 16 | 9   | 1 | 6   | 69:50  | 19 |
| 4. | Пройзен Крефельд | 16 | 6   | 0 | 10  | 66:88  | 12 |
| 5. | СК Берлін        | 16 | 2   | 0 | 14  | 33:120 | 4  |

Скорочення: М = підсумкове місце, І = ігри, Пер = перемоги, Н = нічиї, Пор = поразки, Ш = закинуті та пропущені шайби, О = набрані очки

### Південь
| М  | Команда      | І  | Пер | Н | Пор | Ш     | О  |
| -- | ------------ | -- | --- | - | --- | ----- | -- |
| 1. | ХК Фюссен    | 16 | 11  | 3 | 2   | 88:46 | 25 |
| 2. | Бад Тельц    | 16 | 7   | 4 | 5   | 73:56 | 18 |
| 3. | ЕВ Ландсгут  | 16 | 5   | 3 | 8   | 50:73 | 13 |
| 4. | СК Ріссерзеє | 16 | 5   | 3 | 8   | 52:61 | 13 |
| 5. | Кауфбойрен   | 16 | 4   | 3 | 9   | 51:78 | 11 |

Скорочення: М = підсумкове місце, І = ігри, Пер = перемоги, Н = нічиї, Пор = поразки, Ш = закинуті та пропущені шайби, О = набрані очки

### Матч за 3 місце
- ЕВ Ландсгут — СК Ріссерзеє 3:2

## Втішний раунд

### Захід
| М  | Команда                       | І | Пер | Н | Пор | Ш     | О  |
| -- | ----------------------------- | - | --- | - | --- | ----- | -- |
| 1. | Пройзен Крефельд              | 8 | 6   | 1 | 1   | 58:27 | 13 |
| 2. | «Бад-Наухайм»                 | 8 | 4   | 1 | 3   | 39:34 | 9  |
| 3. | ХК Кельн                      | 8 | 4   | 0 | 4   | 33:31 | 8  |
| 4. | СК Берлін                     | 8 | 2   | 1 | 5   | 38:50 | 5  |
| 5. | Айнтрахт (Франкфурт-на-Майні) | 8 | 2   | 1 | 5   | 37:63 | 5  |

Скорочення: М = підсумкове місце, І = ігри, Пер = перемоги, Н = нічиї, Пор = поразки, Ш = закинуті та пропущені шайби, О = набрані очки

### Південь
| М  | Команда                 | І | Пер | Н | Пор | Ш     | О  |
| -- | ----------------------- | - | --- | - | --- | ----- | -- |
| 1. | Баварія                 | 8 | 6   | 1 | 1   | 32:21 | 13 |
| 2. | СК Оберстдорф/Зонтгофен | 8 | 4   | 1 | 3   | 28:30 | 9  |
| 3. | Кауфбойрен              | 8 | 4   | 0 | 4   | 35:28 | 8  |
| 4. | СК Ріссерзеє            | 8 | 2   | 2 | 4   | 31:28 | 6  |
| 5. | ХК Аугсбург             | 8 | 2   | 0 | 6   | 25:44 | 4  |

Скорочення: М = підсумкове місце, І = ігри, Пер = перемоги, Н = нічиї, Пор = поразки, Ш = закинуті та пропущені шайби, О = набрані очки

## Кубок Німеччини
- Баварія — Пройзен Крефельд 4:3, 3:1

## Фінальний раунд
| М  | Команда          | І  | Пер | Н | Пор | Ш     | О  |
| -- | ---------------- | -- | --- | - | --- | ----- | -- |
| 1. | Дюссельдорф ЕГ   | 10 | 9   | 0 | 1   | 44:22 | 18 |
| 2. | Бад Тельц        | 10 | 7   | 0 | 3   | 53:22 | 14 |
| 3. | ЕВ Ландсгут      | 10 | 5   | 0 | 5   | 28:50 | 10 |
| 4. | ХК Фюссен        | 10 | 4   | 0 | 6   | 31:33 | 8  |
| 5. | Крефельдер ЕВ    | 10 | 4   | 0 | 6   | 32:44 | 8  |
| 6. | «Маннхаймер ЕРК» | 10 | 1   | 0 | 9   | 22:39 | 2  |

Скорочення: М = підсумкове місце, І = ігри, Пер = перемоги, Н = нічиї, Пор = поразки, Ш = закинуті та пропущені шайби, О = набрані очки

## Найкращі по лініях

### Снайпери
| Гравець      | Клуб           | І  | Г  |
| ------------ | -------------- | -- | -- |
| Горст Людвіг | Крефельдер ЕВ  | 26 | 29 |
| Алоїс Шлодер | ЕВ Ландсгут    | 26 | 28 |
| Зепп Рейф    | Дюссельдорф ЕГ | 26 | 23 |

### Захисники
| Гравець              | Клуб             | І  | Г  |
| -------------------- | ---------------- | -- | -- |
| Отто Шнайтбергер     | Дюссельдорф ЕГ   | 26 | 13 |
| Альфред Лютценбергер | Кауфбойрен       | 26 | 10 |
| Вернер Маєр          | «Маннхаймер ЕРК» | 26 | 10 |
| Ервін Рідмайєр       | Бад Тельц        | 26 | 10 |

### Бомбардири (фінальний раунд)
| Гравець      | Клуб           | Г  | П | О  |
| ------------ | -------------- | -- | - | -- |
| Лоренц Функ  | Бад Тельц      | 12 | 8 | 20 |
| Алоїс Шлодер | ЕВ Ландсгут    | 11 | 4 | 15 |
| Зепп Рейф    | Дюссельдорф ЕГ | 7  | 6 | 13 |